# Wigbladige roos
De wigbladige roos (Rosa elliptica, synoniem: Rosa graveolens) is een struik die behoort tot de rozenfamilie (Rosaceae). Van de soort wordt door sommige taxonomen de ondersoort Rosa elliptica subsp. inodora (schijnkraagroos) onderscheiden. De soort komt van nature voor in Europa. De wigbladige roos staat niet op de Nederlandse Rode lijst van planten. Het aantal chromosomen is 2n = 35.
De bossige struik wordt 1-2,5 m hoog. Op de rechtop staande takken zitten brede, haakvormig gekromde stekels. De wigvormige bladeren zijn vijf- tot zevendelig geveerd met ovale of elliptische, dubbelgezaagde deelblaadjes. Bij kneuzing van het blad komt een kenmerkende appelgeur vrij uit de klieren aan de achterkant van het blad. 
De wigbladige roos bloeit in juni en juli met licht roze tot rozerode, 2,5-3,5 cm grote bloemen met korte bloemstelen. De kelkbladen staan bij de bloei rechtop en zijn net na de bloei teruggeslagen. De stijl is dicht behaard.
De elliptische tot eivormige, gladde, scharlakenrode rozenbottel is een bloembodem met daarin de nootjesachtige vruchten. De stijlopening op de vrucht is 1,2-2 mm groot. Bovenop de rozenbottel zitten de afstaande kelkbladen. De steel van de bottel is bezet met klierharen.
De wigbladige roos komt voor op droge, kalkrijke grond langs bosranden en in struwelen en heggen.

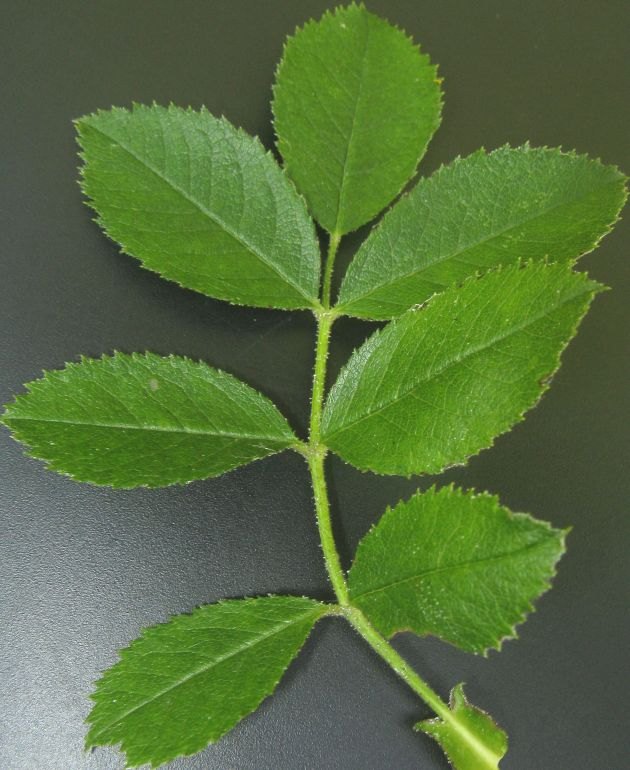
Blad
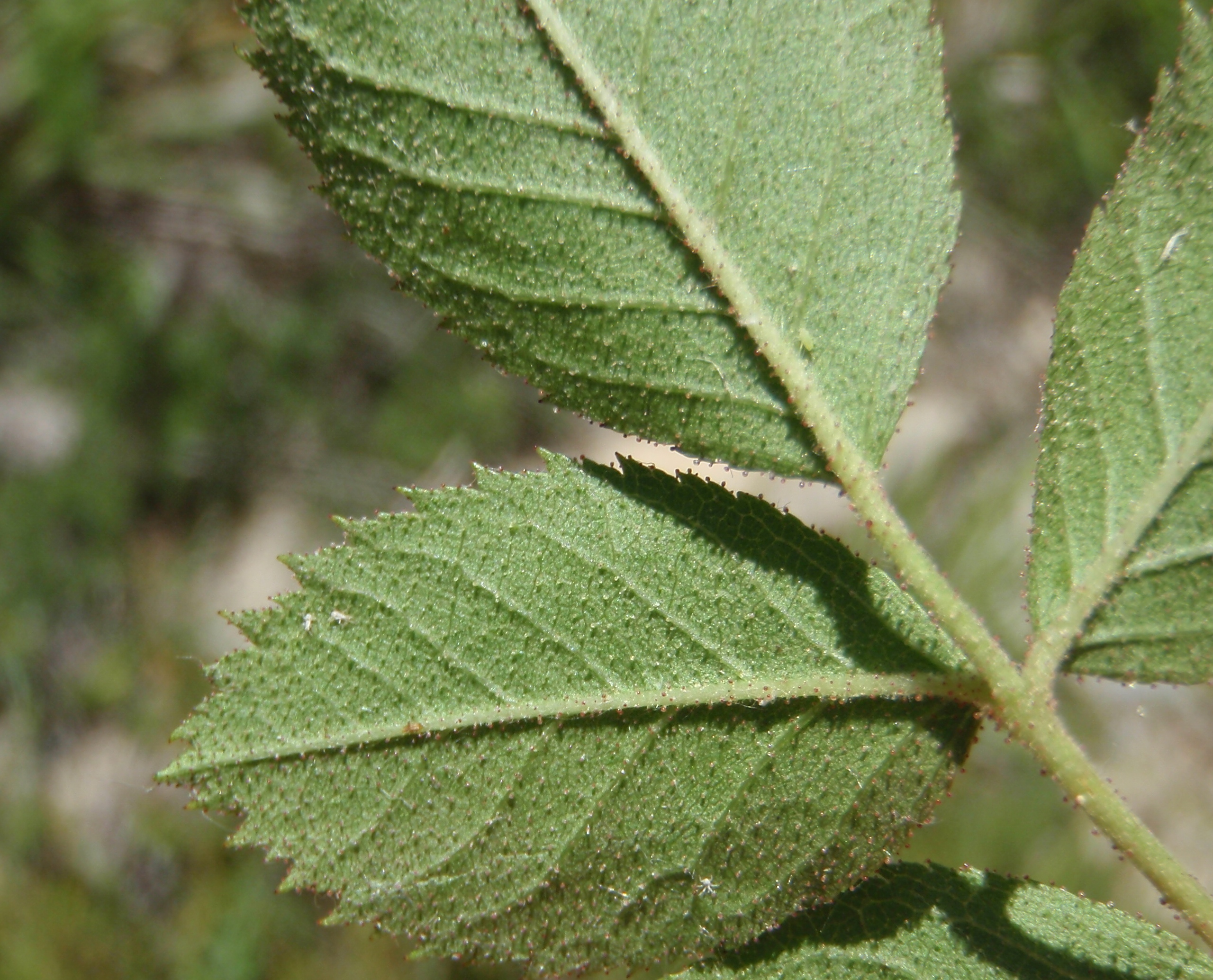
Achterkant blad
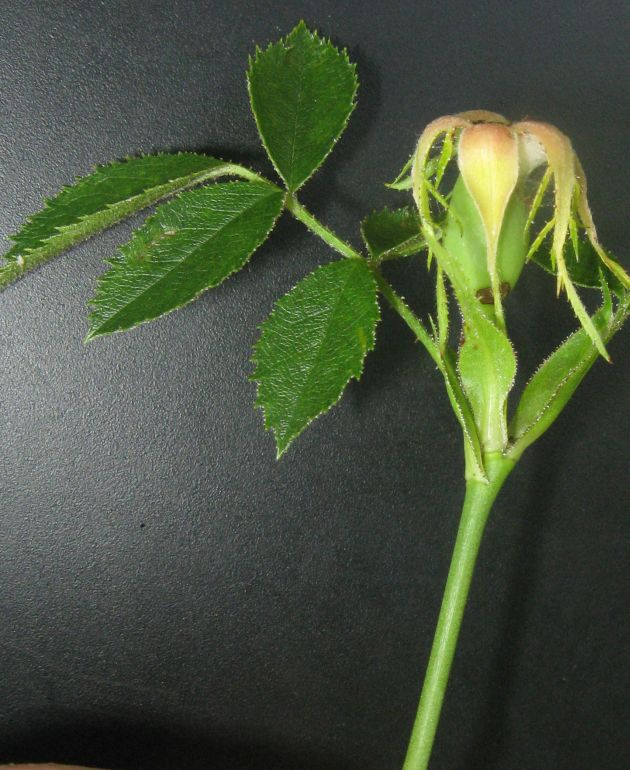
Kelkbladen na de bloei
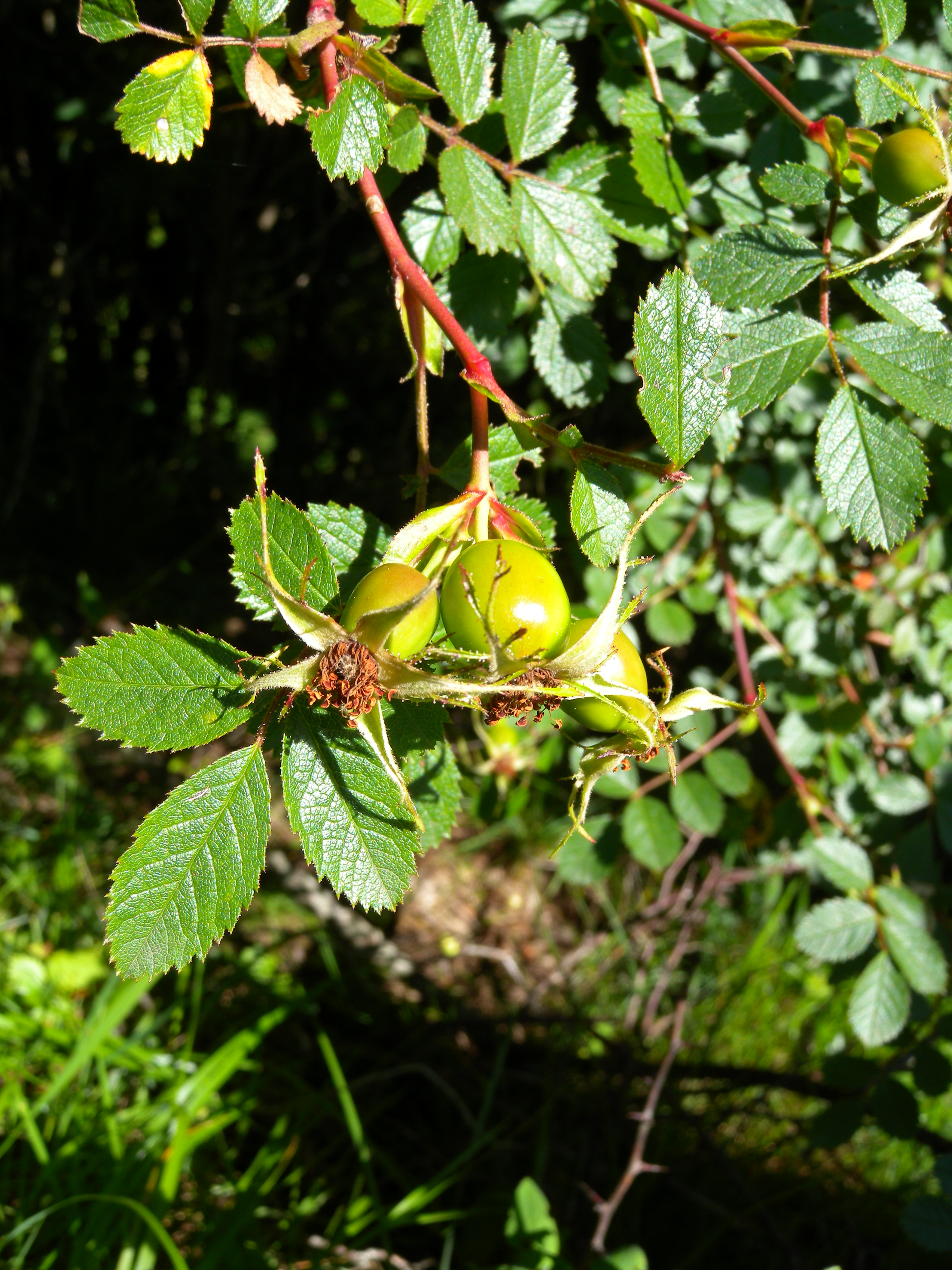
Rozenbottel